# Файнтух Соломон Овсійович
Соломон Овсійович Фа́йнтух (нар. 16 жовтня 1899, Бердичів — 18 липня 1985, Харків) — український радянський композитор і диригент; член Спілки композиторів України.

## Біографія
Народився 4 [16] жовтня 1899 року в місті Бердичеві (тепер Житомирська область, Україна) в багатодітній єврейській родині. Початкову освіту здобув у Бердичеві в невеликій єврейській школі. Влітку 1918 року, під час Української революції, родина Файнтухів, рятуючись від єврейських погромів, які чинили війська Гетьманату, переїхала з Бердичева до Харкова.
У 1918—1921 роках навчався в Харківській консерваторії по класу фортепіано у А. М. Корещенка. З 1920 по 1923 рік — художній керівник та диригент Капели Наркомосу УРСР. У 1927 році закінчив Харківський музично-драматичний інститут по класу композиції С. С. Богатирьова.
У 1932—1935, 1940—1941, 1946—1950 роках — викладач Харківської консерваторії. У 1934—1937 роках — музичний керівник і диригент «Експериментальної оперної студії», в 1937—1940 художній керівник і диригент симфонічного ансамблю в Києві. У 1941—1944 роках — диригент і композитор драматичних театрів в Ташкенті. У 1944—1946 роках — художній керівник і диригент симфонічного оркестру Ворошиловградської філармонії.
Помер у Харкові 18 липня 1985 року. Похований у Харкові.

## Твори
- оперети — «Дощ», «Чаклунка», «Сільське одруження», «Голубий Дунай»;
- для солістів, хору і симфонічного оркестру — ораторія-балада «Слово о борьбе украинского народа в Отечественной войне» (слова П. Тичини, В. Сосюри, М. Рильського, 1947, 2-а ред. 1965);
- для хору у симфонічного оркестру — поема «Моріс Вінчевський» (1934);
- для симфонічного оркестру — Поема (1934);
- для оркестру російських народних інструментів — Сюїта на гуцульські теми (1948);
- смичкові квартети: I (1927), II (1968);
- для фортепіано — Сюїта (1949);
- для голосу і фортепіано — романси, пісні на слова Лесі Українки, Р. Бернса в перекладі С. Маршака, Я. Івашкевича та інших;
- хори;
- музика до драматичних спектаклів;
- обробки українських народних пісень.

1947 року став одним із авторів Державного гімну УРСР (авторський колектив під керівництвом композитора А. Д. Лебединця, гімн затверджений у 1949 році).